# Bijvangst

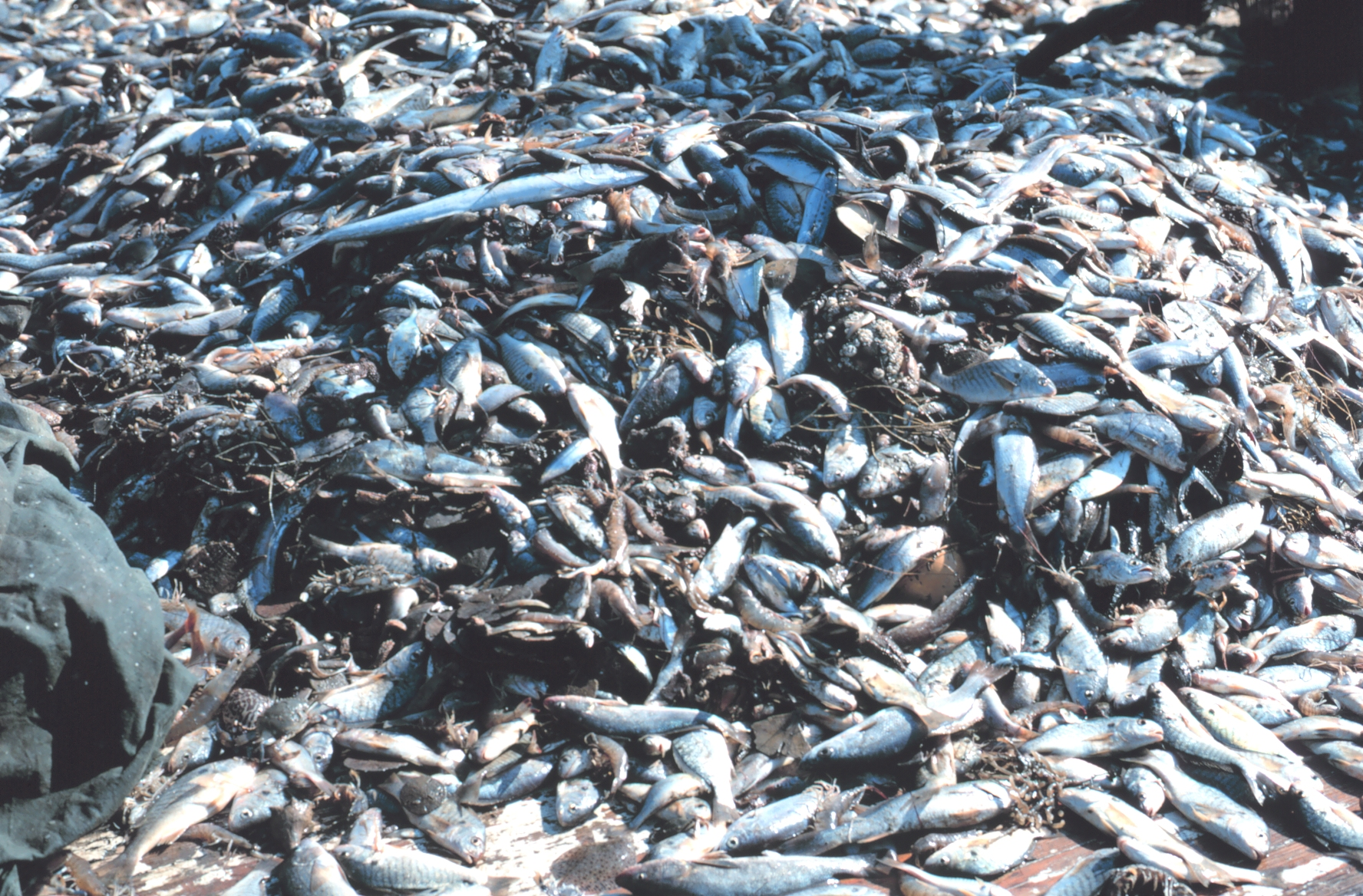
Bijvangst van de garnalenvisserij in Florida, 1969

Bijvangst is een begrip uit de visserij. Hiermee worden andere vissoorten of dieren bedoeld dan degene waarop bewust gevist wordt.

## Omschrijving
De bijvangst kent verscheidene categorieën:
- ondermaatse vissen, dit zijn de vissen die te klein zijn om aan de keuring te voldoen en derhalve niet aan land mogen worden gebracht.
- ondergewaardeerde vissoorten, soorten die moeilijk te verwerken of te verkopen zijn.
- vissoorten waarvoor geen vangstvergunning aanwezig is.
- andere diersoorten zoals dolfijnen, bruinvissen, zeeschildpadden, albatrossen en haaien.
- ongewervelden zoals zeesterren, slangsterren, zeeklitten en krabben.

Het begrip 'bijvangst' wordt ook overdrachtelijk gebruikt, dan worden resultaten bedoeld waarnaar niet gestreefd werd.

## Omvang
De Voedsel- en Landbouworganisatie van de Verenigde Naties (FAO) doet onderzoek naar de bijvangst. In 1994 werd het wereldwijde hoeveelheid aan bijvangst getaxeerd op 17,9 tot 39,5 miljoen ton of gemiddeld zo'n 27 miljoen ton. Dit werd zo'n drie jaar later naar beneden bijgesteld naar 20 miljoen ton en dit was toen ongeveer gelijk aan 25% van de vis die wereldwijd aan land werd gebracht. In een FAO studie gepubliceerd in 2005 werd de hoeveelheid bijvangst gereduceerd naar 7 miljoen ton ofwel zo'n 8% van de globale visvangst. De meeste bijvangst gebeurt bij de tropische garnalenvisserij, waarbij vaak kleine mazen gebruikt worden. De bijvangst is zelfs groter dan de hoeveelheid garnalen die aan land wordt gebracht. Ook de boomkorvisserij, gericht op bodemvissen, levert veel bijvangst op. Van de bijvangst dat overboord gaat overleeft 90% dat niet.

## Europese maatregelen
In februari 2013 stemden het Europese Parlement en de Europese Raad voor een aanlandplicht. De plicht is stapsgewijs ingevoerd. In 2015 is de aanlandplicht geïntroduceerd in de pelagische visserij (vissoorten die in scholen zwemmen, zoals haring en makreel). Tussen 1 januari 2016 en 1 januari 2019 is de aanlandplicht gefaseerd ingevoerd in de demersale (bodem-) visserij. Deze aanlandplicht geldt overigens alleen voor de zogenaamde doelsoorten, zoals schol en tong voor de Nederlandse platvisvissers op de Noordzee. Deze bijvangst telt dan mee voor het vangstquota. Alle andere ongewenste bijvangst gaat gewoon overboord. De Europese Unie verwacht daarmee dat deze aanlandplicht uiteindelijk zal leiden tot een selectievere visserij, met minder ecologische impact, en betere visbestanden.
Sinds 2016 wordt in Nederland actie ondernomen om ondergewaardeerde vissoorten als schar, wijting en grauwe poon een plek te geven op de consumentenmarkt. Medio 2017 zeiden drie supermarktketens toe bijvangstvis te gaan verkopen. Deze ketens hebben een marktaandeel van minder dan 10% in Nederland.